# جبل الشعبة
جبل الشعبة يقع في الشرق من الشعبة وإلى الشمال من الإسكان المبسط بجوار الطريق المؤدي من القرى الشرقية إلى القرى الشمالية والدمام، ويمتد من الشمال إلى الجنوب بطول 20 كم على الحافة الشرقية للواحة الشمالية، وبعرض 4 كم، وينقسم إلى قسمين (شمالي وجنوبي)، وهو يشكل عامل حماية بين الواحة وبحر الرمال الذي خلفه من الشرق، وينحدر نحو الشمال الغربي شرقي قرية الجرن، ويبلغ ارتفاعه 246 م فوق سطح البحر. ويفصل بين الجزأين فتحة بعرض 600 م، ويطل على الواحة من الجهة الغربية، ومن جهته الشرقية يطل على الصحراء وموقع مسجد جواثا. ومن الملاحظ في الصيف عصراً تمتع العائلات بمنظر الغروب. ونظراً ليسر انحداره يمكن للسيارات أن تصعد إلي مستوى مرتفع منه مع إمكانية التخييم.
يمارسون الشباب التطعيس بشهر رمضان قبل الإفطار بنحو ساعتين حيث يتجمع أكثر من 150 سيارة في الجبل للتطعيس
يقع هذا الجبل بين الشعبة والإسكان وتكثر فيه الدبابات التي يذهب لها الشباب في أوقات الاجازه
علما بأن هو الواجهة الأساسية لقرية الشعبة إذ لا تعرف الا باسم جبلها.

## الوصف
ينقسم الجبل إلى قسمين: جزء شمالي وجزء جنوبي، ويشكل الجبل عامل حماية بين الواحة والبحر الرملي الذي يقع خلفه من الشرق. ينحدر إلى الشمال الغربي من قرية الجرن.
يبلغ ارتفاع جبل الشعبة حوالي 246 عن سطح البحر. يفصل بين شطري الجبل فتحة بعرض 600 متر، ويطل الجبل على الواحة من الجهة الغربية، ومن الجهة الشرقية يطل على الصحراء ومسجد جواثا. من الملاحظ أنه في الصيف تقضي العائلات وقتًا رائعًا هناك للاستمتاع بمنظر غروب الشمس. نظرًا لسهولة الانحدار، يمكن للسيارات الصعود إلى مستويات عالية مع إمكانية التخييم.
الجبل يقع علي مساحة تمتد بطول حوالي 1,5 كم وعرض يصل إلى 400 متر، ويتكون الجبل من عدة تلال رسوبية ورملية يبلغ ارتفاعها نحو 150 متراً عن مستوى البحر. تتميز رمال الجبل بنظافتها ونعومتها، ويشهد الجبل جلوس العائلات للراحة والاستمتاع بالنظر إلى واحة النخيل التي تقع غرب الجبل، يستطيع الجالس أعلي الجبل رؤية معظم مدن وقرى الأحساء.
جبل الشعبة يبعد عن الهفوف 15 كم باتجاه الشمال الشرقي. يتوسط الجبل عدة قرى مثل الشعبة والكلابية والبطالية والجرن. يمر بسفح الجبل الطريق الذي يربط عشرات القرى الشرقية بالطريق المؤدي إلى الدمام. 

## رمضان
يمارس الشباب رياضة تسلق الرمال خلال شهر رمضان قبل ساعتين من موعد الإفطار، حيث تتجمع أكثر من 150 سيارة ودراجات نارية على الجبل، ويعد وجهة للصغار في الإجازات. الجبل هو الوجهة الرئيسية للقرية، وتعرف القرية باسم جبلها.

## التاريخ
يعرف الجبل في كتب التاريخ بجبل كنزان، موقعه الجغرافي المميز جعله ملاصقاً من الجهة الشرقية لواحد من أهم وأشهر المواقع التاريخية والأثرية في الأحساء وهو مسجد جواثا هو المسجد الذي أقيمت به ثاني صلاة جمعة في الإسلام.

## المنتزة
أمانة الأحساء تقوم حاليًا بتحوبل أجزاء من قمة الجبل إلي منتزه يحتوي علي مسطحات خضراء، وبحيرات مرتبطة بشلالات مائية، بجانب ألعاب للمغمارة، إضافة إلي ذلك إنشاء تلفريك يبلغ مسارة 1500 متر، مكون من 3 محطات، وبحيرتين سفلية وعلوية علي مساحة 10 آلاف متر مربع، وشلالين بطول 1100 متر، و3 جسور خشبية معلقة.